# كونيغوندا من سلافونيا
كونيغوندا روستيسلافنا (1245 - 9 سبتمبر 1284)؛ هي ملكة بوهيميا القرينة من خلال زواجها من أوتوكار الثاني؛ وأيضا كانت الوصية منذ 1278 وحتى وفاتها.

## الأسرة
كونيغوندا هي ابنة روستسلاف ميخائيلوفيتش؛ كان جدها ميخائيل من تشرنيغوف آخر أمير كييف الأكبر الذي عُزل من قبل الإمبراطورية المنغولية، ولكن والدها ووالدتها آنا من المجر فرا إلى المجر، بحيث جعل جدها من أمه بيلا الرابع والدها حاكماً على المناطق الناطقة بالصربية على نهر الدانوب، وأيضا أعلن والدها نفسه إمبراطور بلغاريا في عام 1256، ولكنه لم يستطيع الدفاع عن لقبه كثيراً.

## الزواج
كان زواج كونيغوندا نتيجة لتحالف جده بيلا مع زوجها أوتوكار الثاني في بريسبورغ (براتيسلافا الآن) في 25 أكتوبر 1261، كان أوتوكار قد انفصل مؤخراً عن زوجته الأولى مارغريت من النمسا لأنها غير قادرة على انجاب الوريث.
كونيغوندا انجبت لـ أوتوكار:-
- كونيغوند (يناير 1265 - 27 نوفمبر 1321)؛ تزوجت من بوليسلاف الثاني من ماسوفيا.
- أغنيس (5 سبتمبر 1269 - 17 مايو 1296)؛ تزوجت من رودولف الثاني، دوق النمسا.
- فاتسلاف الثاني ملك بوهيميا (17 سبتمبر 1271 - 21 يونيو 1305).

## الملكة والوصاية
ومع ذلك السلام بين المجر وبوهيميا انتهى بعد 10 سنوات مع وصول خالها إستفان الخامس إلى الحكم.
في 1278، حاول زوجها أوتوكار استعادة أراضيه المنزوعة منه من قبل رودولف الأول ملك ألمانيا في عام 1276، بحيث جمع جيش كبير لقتال رودولف في المعركة، ولكنه قُتل فيها في 26 أغسطس 1278.
أيضا تم إخضاع مورافيا من قبل ممثليين رودولف، تاركيين كونيغوندا الآن الحاكمة (الوصية) على ابنها الصغير ذو السبع الأعوام لسيطرة فقط المقاطعة المحيطة لـ براغ، مع ذلك استطعت أن تخطب لابنها إحدى بنات رودولف جوديث.
تزوجت كونيغوندا لاحقاً من منافس زوجها السابق زافيس من فالكينشتين في 1285؛ إلا أنها توفيت بعد بضعة أشهر، استطاع زافيس لاحقاً الزواج من الأميرة مجرية، ولكن في 1290 اعدم بتهمة الخيانة العظمى.
في حين ابنها فاتسلاف ابقى على مملكة بوهيميا وأيضا استطاع الحصول على بولندا والمجر وإن كانت غير طويلة، في نهاية المطاف هي سلف كلا من آل لوكسمبورغ وهابسبورغ.